# Ischyropsalididae
Ischyropsalididae – rodzina pajęczaków z rzędu kosarzy i podrzędu Dyspnoi zawierająca około 40 opisanych gatunków należących do jednego rodzaju: Ischyropsalis. 

## Opis
Długość ciała tych kosarzy wynosi od 4 do 8,5 mm. Nogi posiadają umiarkowanej długości. Charakteryzują się powiększonymi szczękoczułkami wyposażonymi w kleszcze. Ich długość może wynosić blisko dwukrotność długości ciała. Cechę tę dzielą z Nipponpsalidae, co jest efektem konwergencji. Nogogłaszczki są wydłużone i stosunkowo cienkie. Niektóre gatunki bytują w jaskiniach.

## Występowanie
Kosarze te występują wyłącznie w Europie, gdzie na północy sięgają do Polski i Niemiec, a na południu do Kalabrii. Wiele gatunków zamieszkuje góry m.in.: Alpy, Karpaty, Góry Dynarskie i Pireneje.

## Pokrewieństwo
Najbliżej spokrewnione są z rodzajami Certolasma i Acuclavella z rodziny Ceratolasmatidae.

## Nazwa
Nazwa rodzaju Ischyropsalis pochodzi z klasycznej greki i oznacza „silne nożyce”, nawiązując do budowy szczękoczułek.

## Systematyka
Rodzina liczy 35 gatunków, z czego w Polsce do 2000 roku wykazano dwa. Oba znajdują się na Czerwonej Liście Zwierząt Ginących i Zagrożonych w Polsce (oznaczone pogrubieniem):
Rodzaj: Ischyropsalis
- Ischyropsalis adamii Canestrini, 1873
- Ischyropsalis amseli Roewer, 1950
- Ischyropsalis apuana Caporiacco, 1930
  - Ischyropsalis apuana apuana Caporiacco, 1930
  - Ischyropsalis apuana nanus Dresco, 1969
- Ischyropsalis archeri Roewer, 1950
- Ischyropsalis asturica Roewer, 1950
- Ischyropsalis caporiaccoi Roewer, 1950
- Ischyropsalis carli Lessert, 1905
- Ischyropsalis coreana Suzuki, 1966
- Ischyropsalis corsica Roewer, 1950
- Ischyropsalis dentipalpis Canestrini, 1872
- Ischyropsalis dispar Simon, 1872
- Ischyropsalis hadzii Roewer, 1950
- Ischyropsalis helvetica Roewer, 1916
- Ischyropsalis helwigii (Panzer, 1794)
  - Ischyropsalis helwigii helwigii (Panzer, 1794)
  - Ischyropsalis helwigii lucantei Simon, 1879
- Ischyropsalis hispanum Roewer, 1953
- Ischyropsalis janetscheki Roewer, 1950
- Ischyropsalis knirchi Roewer, 1950
- Ischyropsalis kollari C. L. Koch, 1839
- Ischyropsalis kratochvili Roewer, 1950
- Ischyropsalis lusitanica Roewer, 1923
- Ischyropsalis luteipes Simon, 1872
- Ischyropsalis magdalenae Simon, 1881
- Ischyropsalis manicata L. Koch, 1865
- Ischyropsalis muelleri Hansen & Sørensen, 1904
- Ischyropsalis muellneri Hamann, 1898
- Ischyropsalis navarrensis Roewer, 1950
- Ischyropsalis nicaea Roewer, 1950
- Ischyropsalis nodifera Simon, 1879
- Ischyropsalis pecinifera Hadzi, 1927
- Ischyropsalis pestae Roewer, 1950
- Ischyropsalis pyrenaea Simon, 1872
  - Ischyropsalis pyrenaea pyrenaea Simon, 1872
  - Ischyropsalis pyrenaea alpinula Martens, 1978
  - Ischyropsalis pyrenaea venasquensis Dresco, 1968
- Ischyropsalis ravasinii Hadzi, 1942
- Ischyropsalis redtenbacheri Doleschall, 1852
- Ischyropsalis ruffoi Caporiacco, 1949
- Ischyropsalis strandi Kratochvíl, 1936